# Лопанская стрелка
Лопанская стрелка либо стрелка Харькова и Лопани (сквер «Стрелка») — исторический городской район, мыс и сквер в центральной части города Харькова. Располагается в месте слияния рек Харькова и Лопани, в юго-западной части исторического Нагорного района (до начала 20 века в данном месте сливались три реки, в том числе Нетечь). Жителями города считается одним из любимых мест для прогулок и отдыха.

## География
Географически стрелка расположена вдоль Рыбной площади, Лопанской набережной и Банного переулка между Лопанским мостом (Полтавский шлях) и Нетеченским мостом (б. Урицкого, ул. Университетская). Между ними расположен новый Вантовый мост, также называемый «Мостом влюбленных» (не путать с другим харьковским мостом влюблённых).
С севера ограничена Павловской площадью и Домом на набережной (Банный пер., 1); с запада — рекой Лопань, с юга — рекой Харьков.
Является крайней точкой района Белгород-Харьков Среднерусской возвышенности, который тянется до Белгорода и далее.
На юго-западе данный район сходится в одну точку и образует мыс над стрелкой.
До 1915(?) года, когда устье Нетечи было заключено в подземную трубу, стрелок в данном месте было две: рек Лопани и Харькова (севернее) и Харькова и Нетечи (южнее).

### Какая река куда впадает
Гидроним Харьков, согласно историку Филарету (Гумилевскому), известен более 800 лет, и река сохранила своё название с домонгольских времён (XII века) до начала XVII века.
Согласно «Книге Большому Чертежу», гидроним Лопань (Лопина) известен как минимум с 1556—1627 годов.

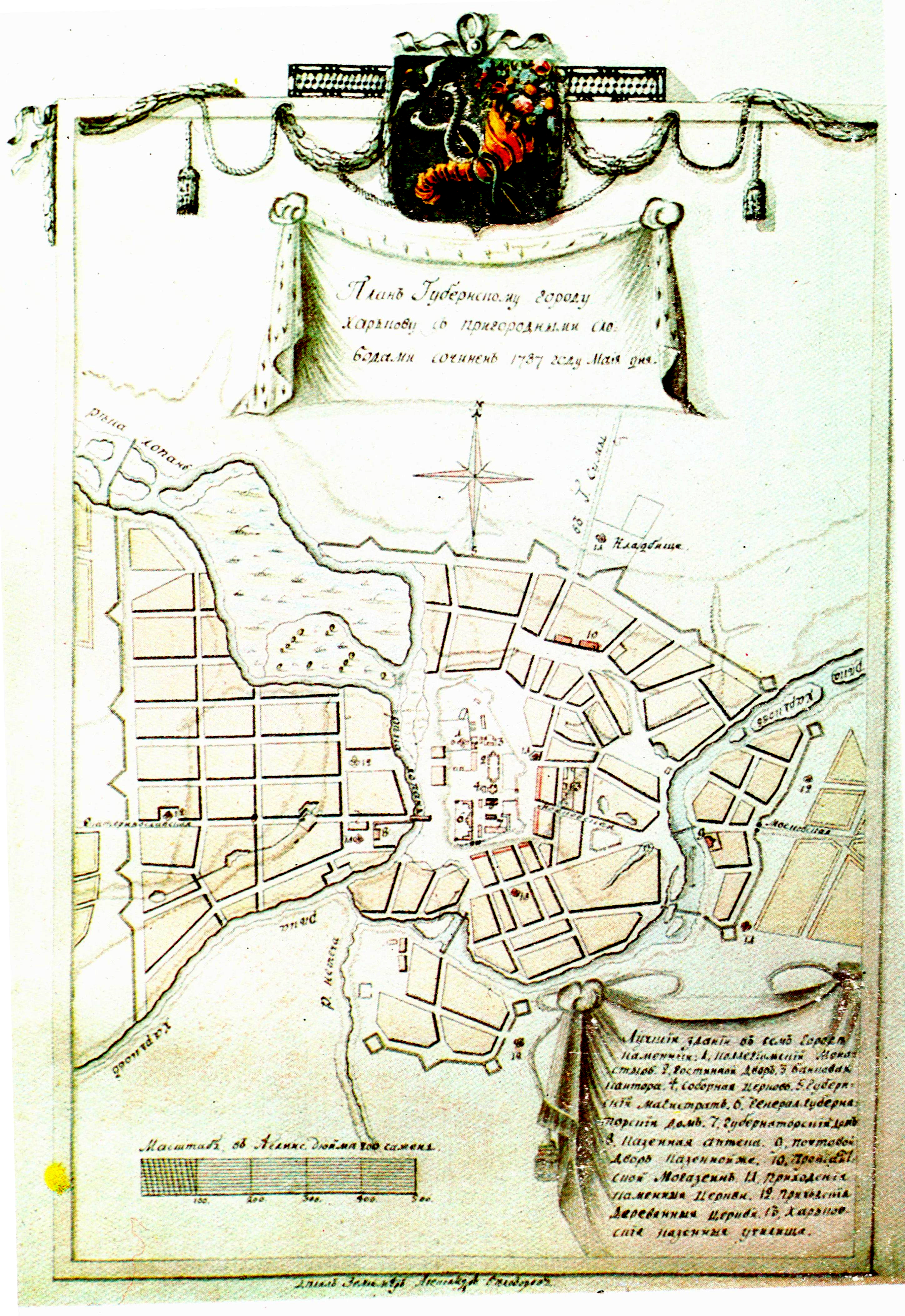
Лопань на плане 1787 года впадает в Харьков: меньшая река в большую

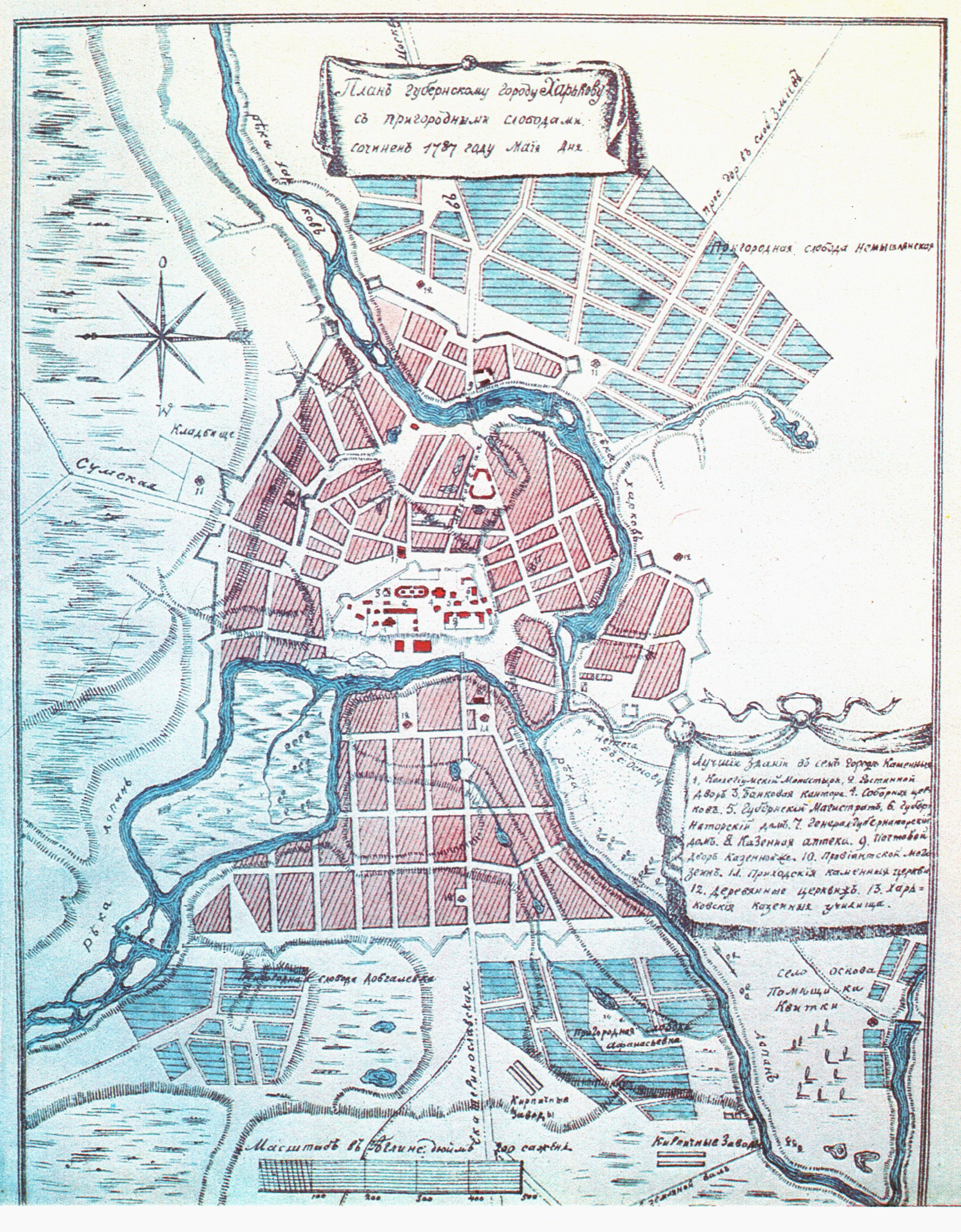
Харьков на плане 1787 г. впадает в Лопань: большая река в меньшую

На ряде старинных карт XVIII века и начала XIX века то Лопань является притоком Харькова, то Харьков показан впадающим в Лопань. У русских картографов 18-нач.19 вв. здесь единого мнения не было: не всегда считалось, что на Лопанской стрелке река Харьков впадает в Лопань, а не наоборот: на карте XVIII века (1787 год) из «Атласа Харьковского наместничества» Лопань — приток Харькова, что правильно по гидрологии: меньшая река должна впадать в большую («объяснить ситуацию, когда большая река является притоком меньшей, с инженерной точки зрения нельзя».).
На другом же варианте карты 1787 года, повёрнутом на 90 градусов, уже Харьков — приток Лопани.
На «Геометрическом плане села Основы с принадлежащими к нему всеми землями» Квиток-Основьяненко, составленном землемером капитаном М. Голостеновым в 1777 году, река Харьков также впадает в Лопань.
Споры о том, какая река течёт от стрелки: Лопань или Харьков, иногда приводили даже к появлению альтернативных названий объединённой реки.
Так, московский географ Харитон Чеботарёв в «Описании Российской империи» 1776 года пишет, что «Лопань… по соединении с рекою Харьковым, под именем Основы, течет в реку Уды…».
Также согласно рапортам Основянского волостного правления в уездную полицейскую управу 1864 года, на Основе протекает «река Харьковско-Лопанская» с «объединённым» названием.
С 1864 года на документах и картах 19, 20 и 21 веков до нашего времени сохраняется вариант впадения большей реки Харьков в меньшую Лопань.
Река Харьков, собирающая воду с 1160 км², впадает в Лопань, которая к месту слияния имеет водосбор 840 км². Вскоре обе реки с общей площадью сбора воды 2000 км² впадают в Уды, которая к месту впадения Лопани собирает воду всего с 1100 км².
Примечательно, что в городе Харькове сливаются три достаточно крупных реки — Харьков, Лопань, Уды, — и при этом более полноводная река всегда впадает в меньшую.

### Нетеча
В районе стрелки — слияния основных городских рек — до начала 20 века была ещё одна река — Нетечь (река). Она впадала в Харьков по левому её берегу прямо на Лопанской стрелке. Нетечь, она же Нетеча к началу 20 века почти пересохла и в районе Левады была, начиная с 1915 года, засыпана.
В XIX веке в городе Харькове была распространена следующая поговорка-каламбур: XIX века: «Харьков, хоть лопни, не течёт».
В данной фразе иронически обыграны названия всех трёх основных рек тогдашнего города — Харьков, Лопань и Нетечь — которые все впадали одна в другую прямо на стрелке.

## Гидронимия
Основная статья: Харьков (река)#Происхождение названия
Стрелка — аккумулятивная речная форма, в плане (вид сверху) имеющая вид клина. Образуется между двумя сливающимися реками или у слияния обтекающих его протоков в нижнем по течению окончании (полу)острова.
Гидронимическое происхождение названия «Лопанская» имеет славянское происхождение и означает «прорывающаяся вода» либо «колодезь на топи, на болоте». Название Лопань достоверно существовало как минимум в XVI веке.
Происхождение названия «Харьковская» точно не известно; имеется минимум 16 версий происхождения названия «Харьков»; (индоевропейская — hark — «серебряная», гуннская — «лебедь», тюркская — «холодная, плещущаяся», хазарская — «хазарская», половецкая — «Харук-хана», славянская — «тёмная», «чёрно-хорватская»), основная из которых — индоевропейская, означающая «светлая», «серебряная». Название Харьков достоверно существовало как минимум в XII веке.
В «Топографическом описании Харьковскаго наместничества…» 1788 года сказано, что современный город получил своё название по данному гидрониму: «Губернской город Харьков, привилегированный, называется по речке Харькову, при которой он расположен».

## История
По одной из городских легенд, первое поселение на территории Харькова существовало именно здесь.
Харьковский писатель-краевед Николай Дьяченко пишет, что там, где сливаются реки Харьков и Лопань, с XVIII века существовали рыбные торги, положившие начало Рыбному рынку, позднее Рыбной площади, которая просуществовала до 1940-х годов, когда данный район, разрушенный во время войны, с тремя переулками был снесён.
До войны район имел от Университетской улицы до Павловской площади довольно плотную застройку. Во время Великой Отечественной войны стрелка сильно пострадала. Небольшие дома, находившиеся на территории, были почти полностью разрушены. В послевоенные годы завалы были убраны. До 1950-х годов и разбивки сквера там сохранялись хозяйственные постройки и склады.
В рамках масштабного послевоенного восстановления города после нацистской оккупации, когда одновременно в 1952 году в центре Харькова одновременно возводились более ста крупных зданий, на стрелке была запроектирована «сталинская высотка» со шпилем как архитектурная доминанта центра города (также шпилями должны были быть увенчаны Центральный универмаг (Харьков), Дом со шпилем (Харьков), новое здание Харьковского университета и дом на углу Театрального спуска и ул. Потебни. После кончины И. В. Сталина все данные проекты были отменёны, кроме законченного постройкой в 1954 году шпиля дома ХТГЗ.
В начале XX века на месте слияния рек был разбит сквер-парк. В 1932 году он был реконструирован. В 1950-х годах восстановлен и расширен. С 1990-х годов он пребывал в запустении. Улучшения расширенной территории сквера были начаты в 2008 году с реконструкции первого участка Красношкольной (теперь Гимназической) набережной. В следующем году работы по благоустройству набережной были продолжены, а к 2010 году проведена масштабная реконструкция Лопанской набережной. 23 августа 2010 года состоялось открытие сквера «Стрелка».
Во время реконструкции было произведено работ: на клумбах высажено 50 000 цветов; в сквере и на набережной уложено 3 000 м² еврогазона; уложено 1 500 пог.м гранитонго ограждения; установлены 142 парковые скамейки.
18 июля 2013 года в сквере в честь и в день празднования 1025-летия крещения Руси был установлен памятник апостолу Андрею Первозванному (скульпторы Александр Ридный и Анна Иванова):119.
В 2020 году сквер должны полностью отреставрировать и открыть для посетителей.

## Мосты
Стрелка гидрографически расположена между Лопанским мостом (Пролетарская площадь (Харьков)) и Нетеченским мостом (бывшим Урицкого, также иногда называвшимся Рыбным, ул. Университетская). Между ними были расположены следующие мосты:

### Конторский мост
Конторский мост через Лопань был построен в 19 веке и был деревянным. Мост находился непосредственно на стрелке, напротив улицы Конторской (в районе Залопань), от которой получил своё название, и располагался под углом к течению реки (не перпендикулярно).
Во время немецкой оккупации города 1941-43 годов мост сгорел и затем не восстанавливался, а улица Конторская получила полукруглое закругление к Полтавскому шляху вдоль набережной для выезда на него.

### Марьинский мост
Через реку Харьков от стрелки в сторону Москалёвки во второй половине XIX веке был сооружён капитальный каменный Марьинский мост, соединявший улицу Марьинскую (в Захарькове), от которой получил название, с нынешними каменными ступенями спуска к лодочной станции (со снесённым после войны Торговым переулком на стрелке).
Фундамент этого моста хорошо виден при сбросе воды; мост был разрушен во время Великой Отечественной войны и после неё не восстанавливался.
Этот мост также назывался Москалёвским (он вёл на Москалёвку) или Цыганским (в районе улиц Грековской-Нетеченской жили цыгане).

### Рыбный мост
В 1976 году на месте так и не восстановленного Марьинского моста возвели лёгкий пешеходный подвесной Рыбный мост, который качался при переходе через него, с деревянным настилом.
Назван мост был по Рыбной площади. Мост просуществовал 34 года и был разобран в 2010 году в связи с аварийным состоянием, перед Днём освобождения Харькова — 23 августа.

### Новый Мариинский мост
В 2011 году вместо ветхого и аварийного Рыбного моста через реку Харьков был возведён капитальный вантовый пешеходный мост «Стрелка» либо Мариинский белого цвета, который харьковчане со временем стали называть «мостом влюбленных» (не путать с другим городским мостом влюблённых)..
Мост стал популярным у молодых людей, в основном студентов. Влюблённые вешают на ограждение множество замко́в — от маленьких для почтовых ящиков до амбарных, закрывают их, а ключи уносят с собой или выбрасывают. Иногда на замках пишут свои имена и дату, либо вешают замки, скрепляющие два замка поменьше.
Данная традиция вешать замки на перила появилась в Европе в начале 2000-х годов, когда в Италии вышел роман Федерико Мочча «Три метра над небом». Якобы, повесив замок на мосту и бросив ключ в воду, влюблённые «топят» все прежние связи, а союз нерасторжим, раз ключа нет.
Ночью мост подсвечивается лампами разных цветов.

## Набережная и пристани
С 1932 года, начиная с подготовки к празднованию 15-летия Октябрьской революции, началась облицовка камнем набережных, в первую очередь в центре города (в том числе Лопанской) и возле Лопанского моста была построена новая пристань с широкой гранитной лестницей к Лопани..
В 1930-х годах в рамках облицовки столичных харьковских набережных гранитом здесь были построены две гранитные пристани: одна на Пролетарской площади, которая с 1996 года называется «пристань „Ласточка“» (на Лопани), и вторая — на мысу возле Марьинского моста (на Харькове), которая сейчас называется пристань «Стрелка».
2 июня 2011 года в сквере «Стрелка» был открыт новый лодочный причал «Стрелка» возле Вантового моста, одновременно с восстановленным причалом «Ласточка» у Лопанского моста.

## Виды стрелки

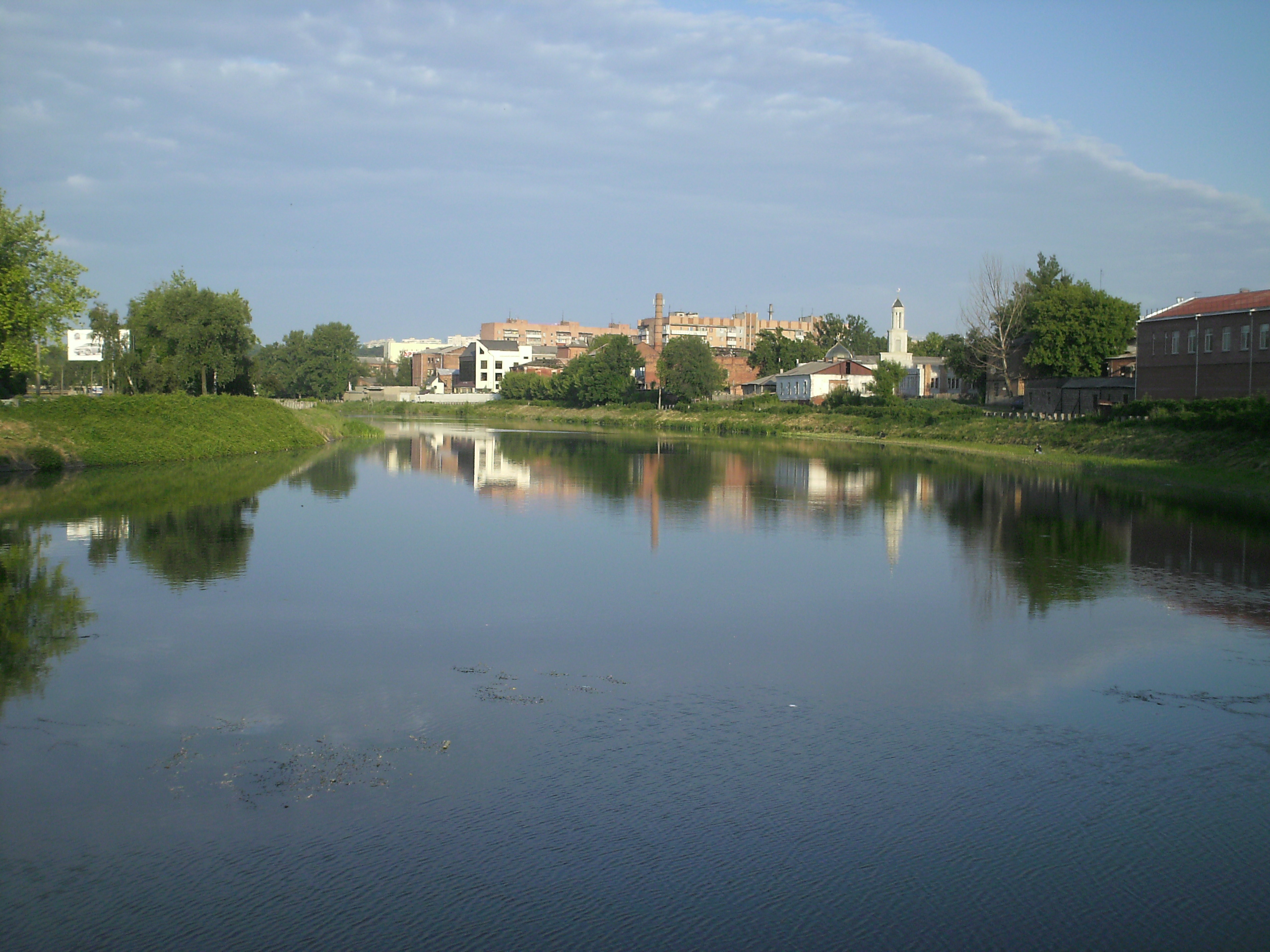
Вид со стрелки на Гончаровскую плотину
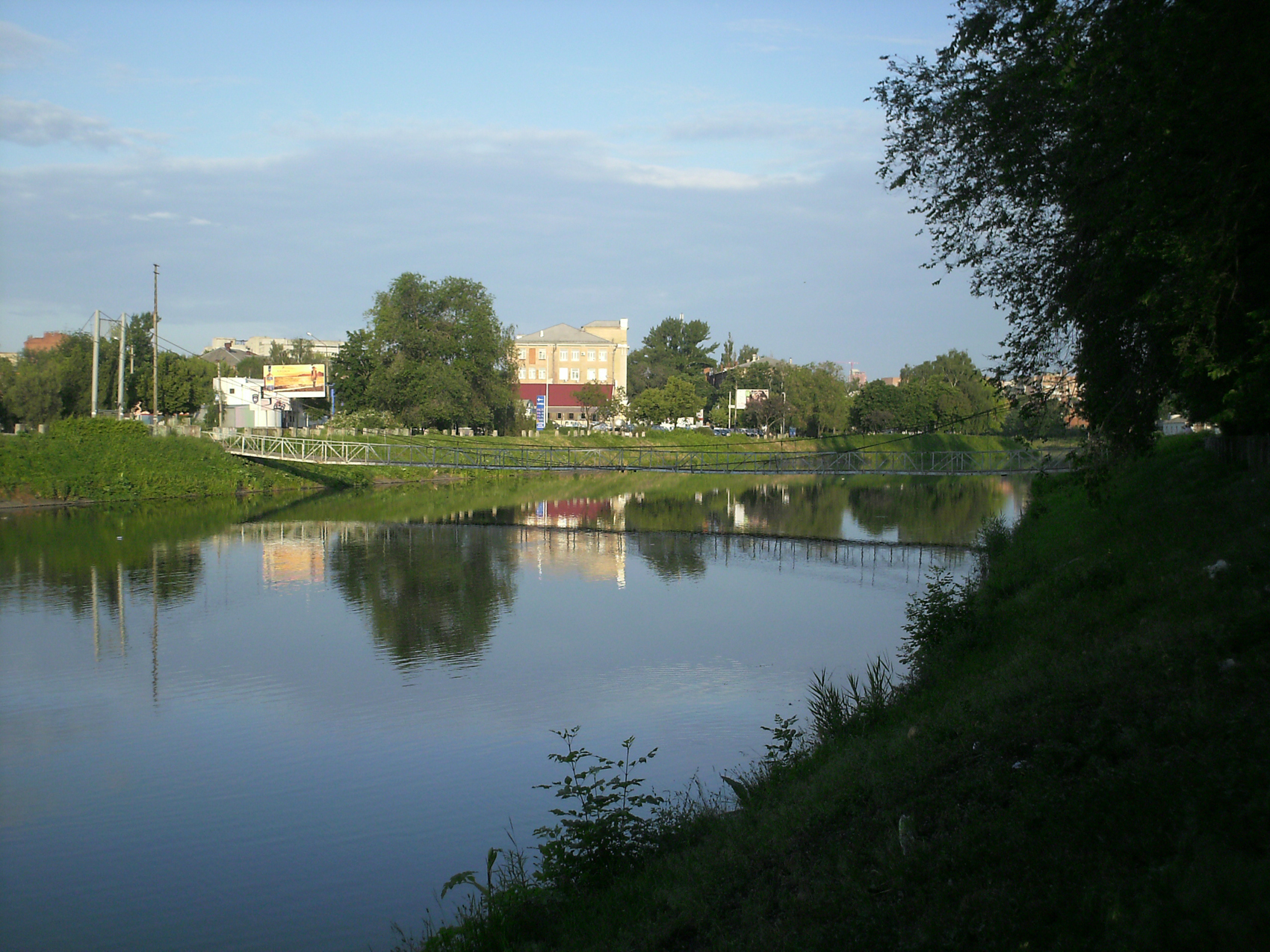
Старый пешеходный мост через реку Харьков (1976 — 2010)
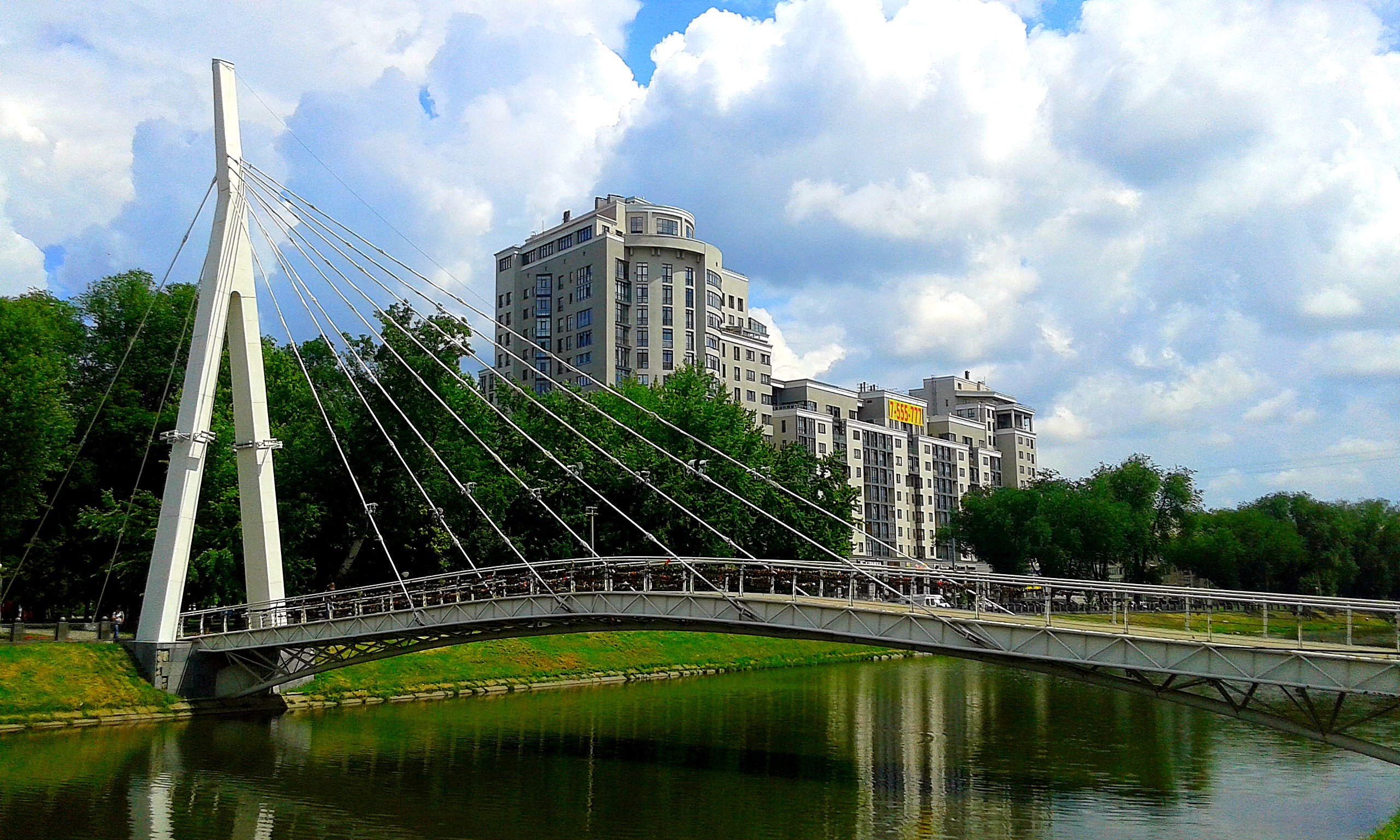
Новый пешеходный мост через реку Харьков («Лопанская стрелка», «мост влюбленных», открыт в 2011)
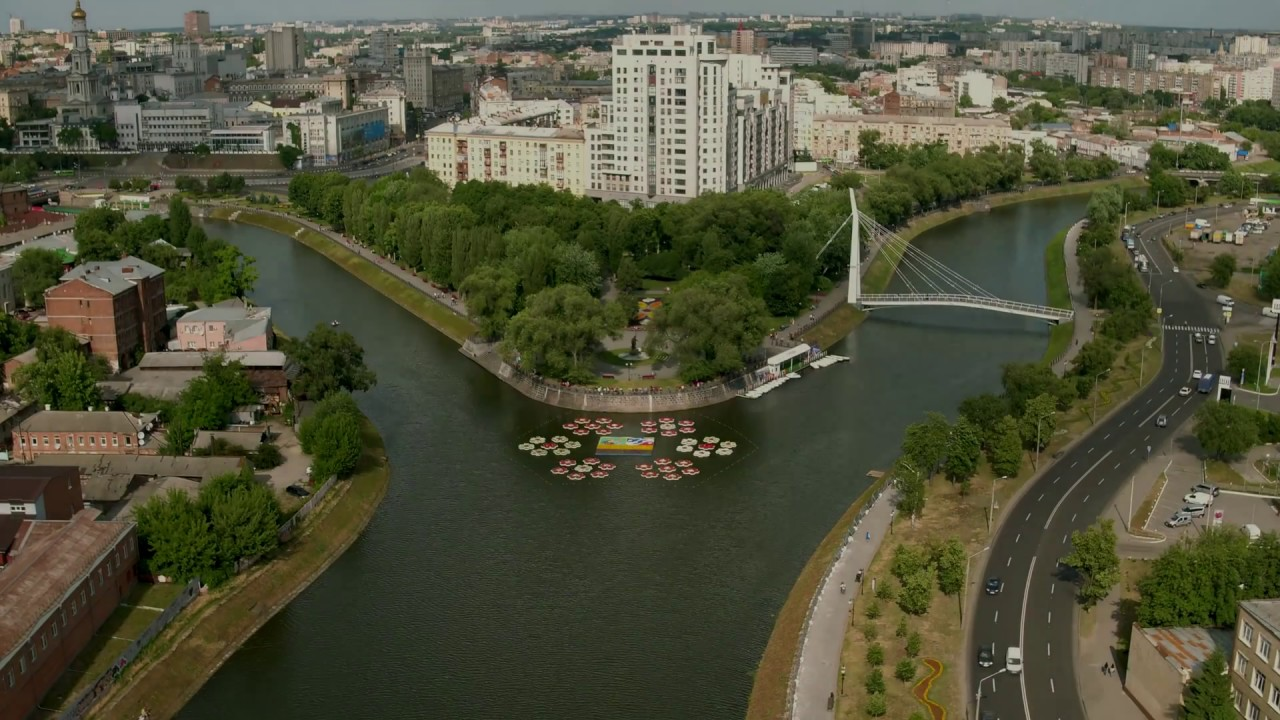
Выставка цветов на воде
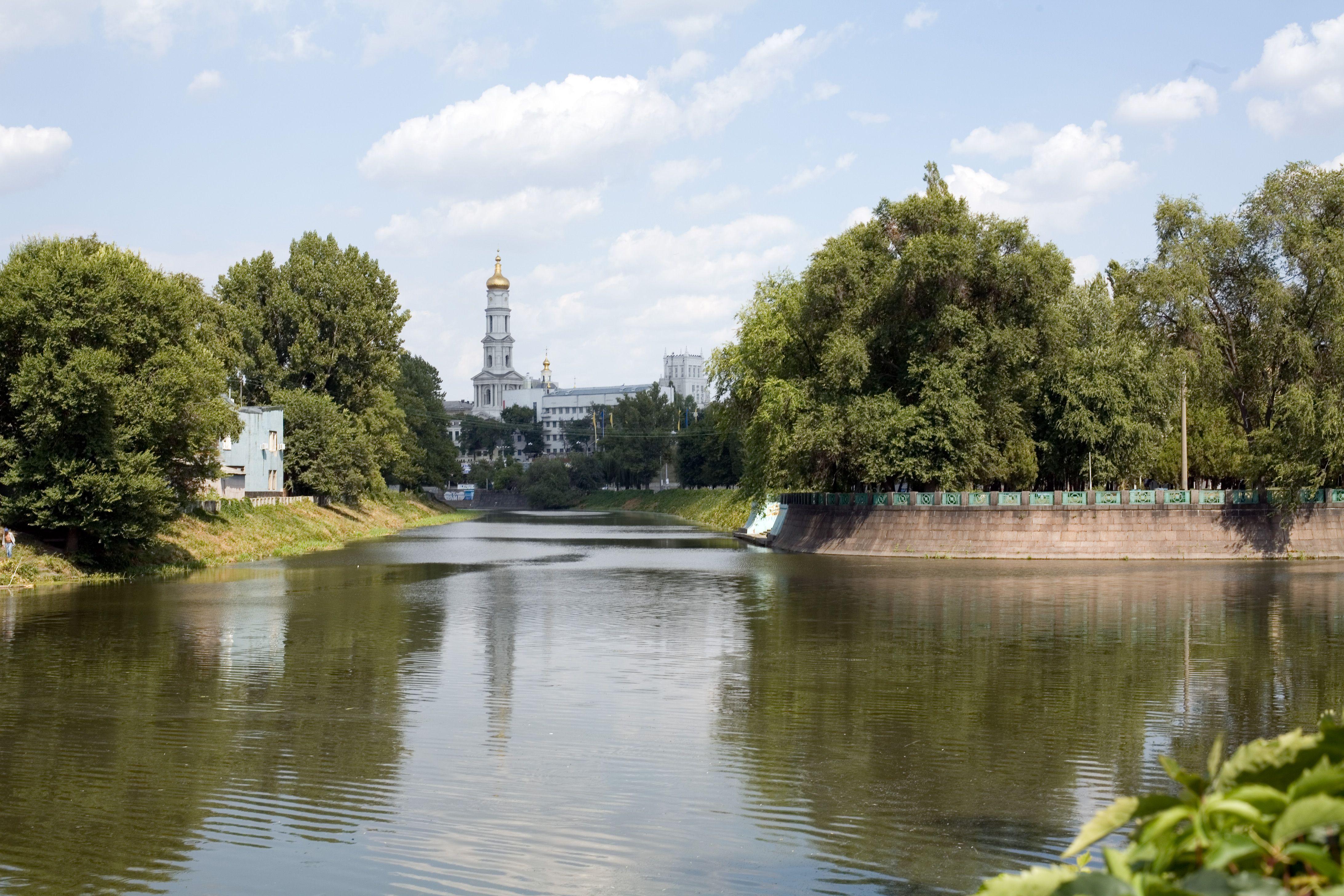
Вид на стрелку. Вдали Успенский собор